# Naemateliaceae
Naemateliaceae är en familj av basidiesvampar som ingår i ordningen gelésvampar, Tremellales. Familjen upprättades 2016, efter molekylärfylogenetiska studier av klassen Tremellomycetes, av Xin-Zhan Liu, Feng-Yan Bai, Marizeth Groenewald och Teun Boekhout. Den omfattar det 2016 återupprättade släktet Naematelia (fyra arter som tidigare förts till Tremella) och det 2016 nybeskrivna Dimennazyma (en art, den tidigare Cryptococcus cistialbidi).
Naematelia utvecklar elfenbensvita, gula, orange eller rödaktiga fruktkroppar och jäststadiet bildar gulbruna kolonier. Dimennazyma utvecklar inte fruktkroppar och jästkolonierna är orangefärgade.
Naematelia aurantialba odlas som hälsokost i Kina sedan 1990-talet.

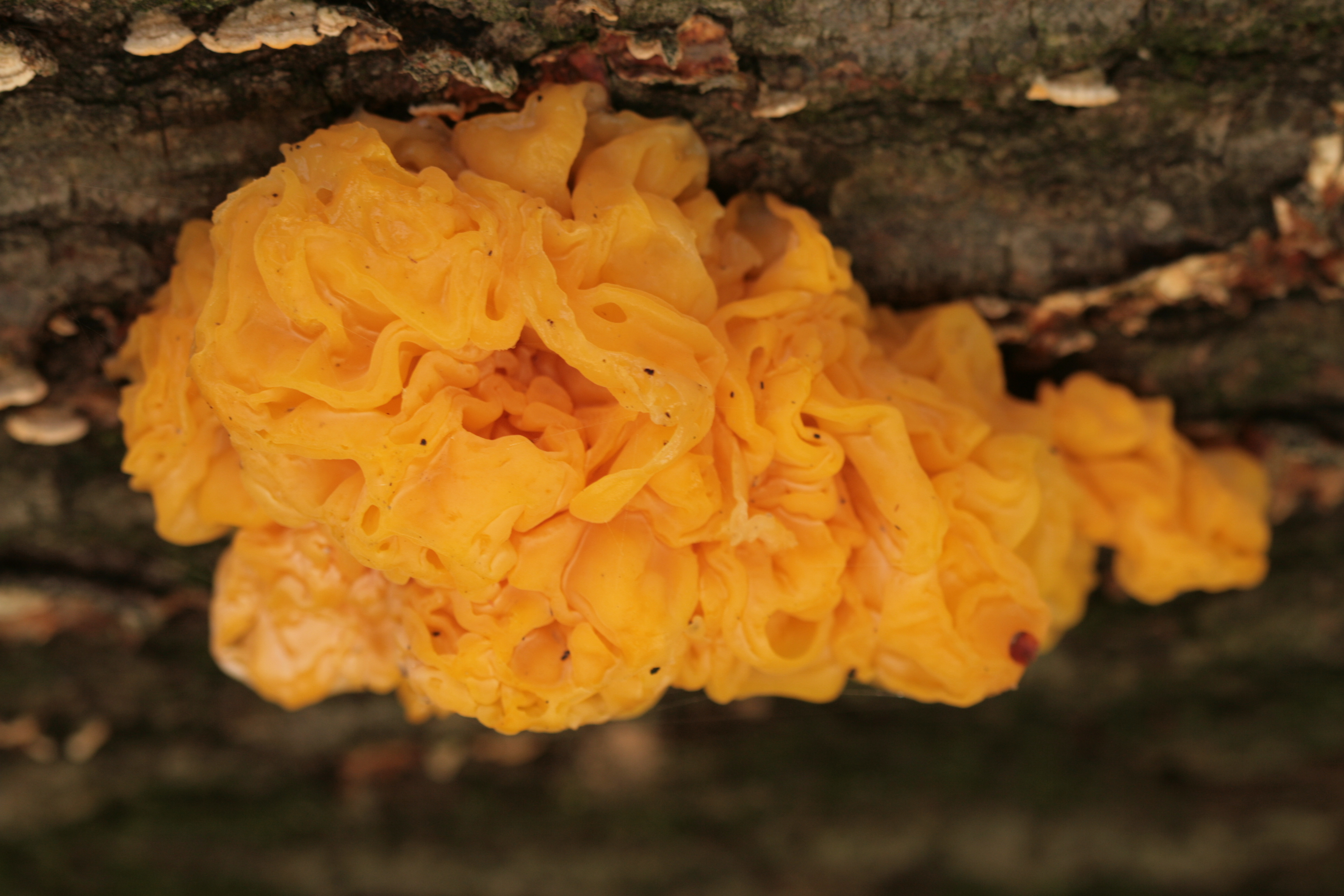
Naematelia aurantia.